# Macrocneme spinivalva
Macrocneme spinivalva är en fjärilsart som beskrevs av Fleming 1957. Macrocneme spinivalva ingår i släktet Macrocneme och familjen björnspinnare. Inga underarter finns listade i Catalogue of Life.